# Lac d'Estaing
Ne doit pas être confondu avec Lac d'Estaens.
Pour les articles homonymes, voir Estaing.
Le lac d'Estaing ou étang d'Estaing est un lac pyrénéen français situé administrativement dans la commune d'Estaing dans le département des Hautes-Pyrénées en région Occitanie.

## Toponymie
Il s'agirait d'un toponyme pléonastique, estanh ayant le sens d'«étang» en gascon.

## Géographie
Il est situé dans le Val d'Azun (vallée d'Estaing). C'est un lac de pêche, avec à proximité, départs de balades et camping.

### Topographie
|                          | Pic de Mousquès (2 222 m)  |                   |
| Pic de Sarret (2 223 m)  | lac d'Estaing              | Moun Né (2 724 m) |
| Col de Sayette (2 016 m) | Soum de Lutussou (2 172 m) |                   |

## Tourisme
Il y a de nombreuses randonnées qui démarrent depuis le lac.
Sa rive orientale est bordée par le GR 10 en direction du col d'Ilhéou et du lac Bleu d'Ilhéou.

## Faune

### Poissons
- Truite fario
- Brochet
- Vairon

### Avifaune
On note la présence du grèbe castagneux.

## Protection environnementale
Le lac et la tourbière située en amont font partie d'une zone naturelle protégée, classée ZNIEFF de type 1 sur une surface de 120 hectares.

## Voies d'accès
Il est accessible en voiture par le village d'Estaing (Hautes-Pyrénées) par la route départementale 103.

## Images

Sélection de vues du lac.
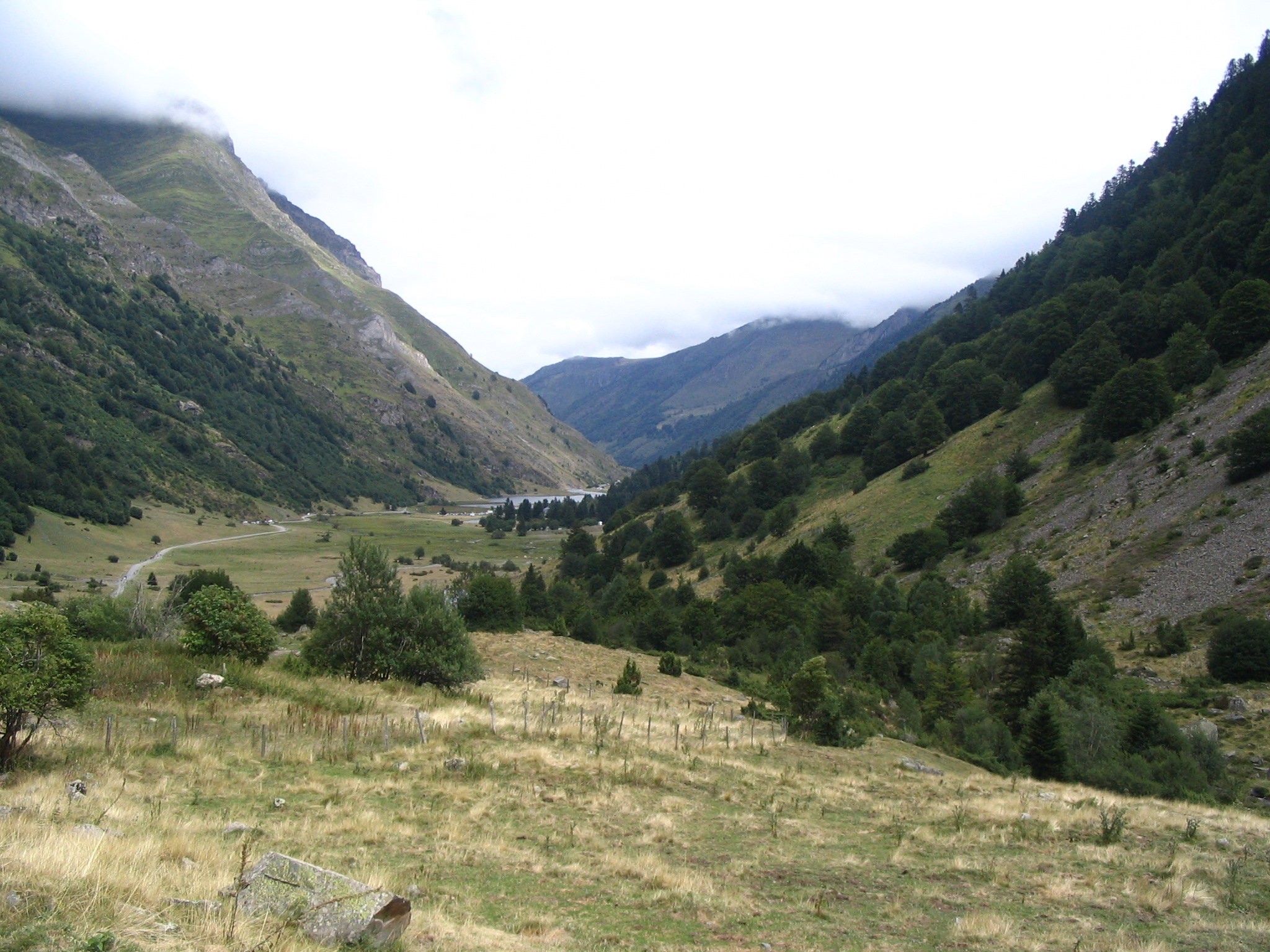
Vue du lac d'Estaing depuis l'amont
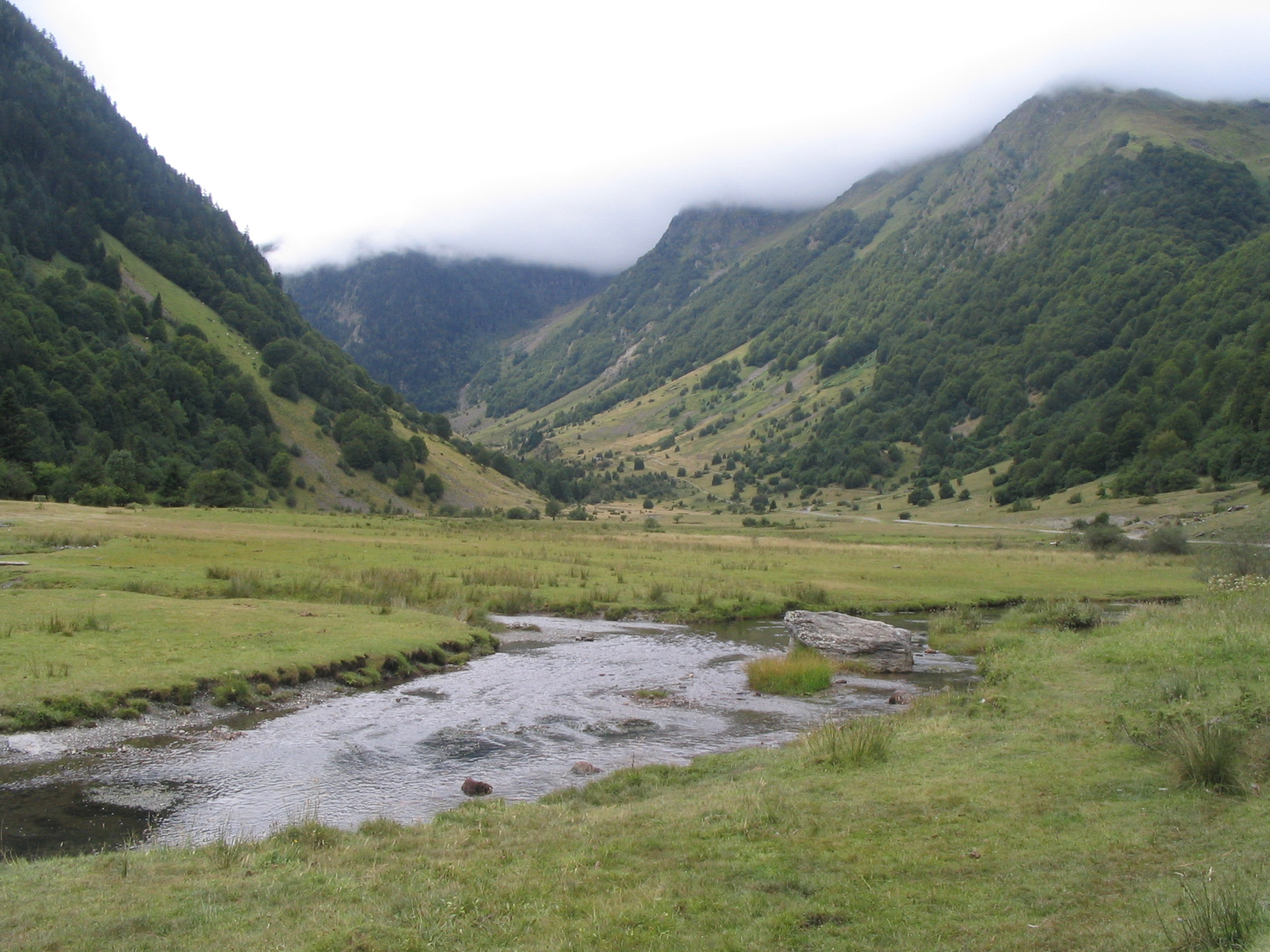
Tourbière en amont du lac d'Estaing.
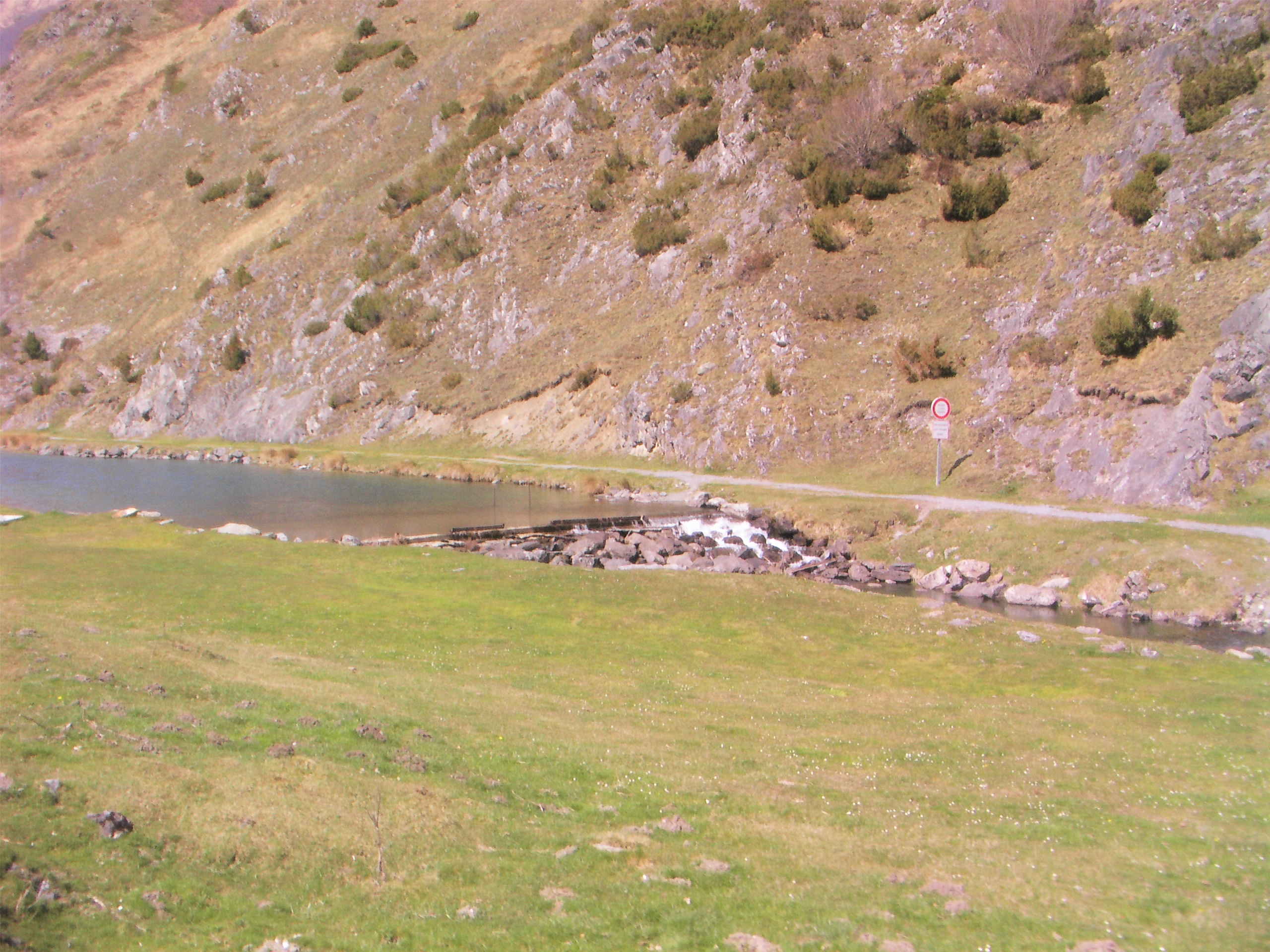
Barrage du lac d'Estaing
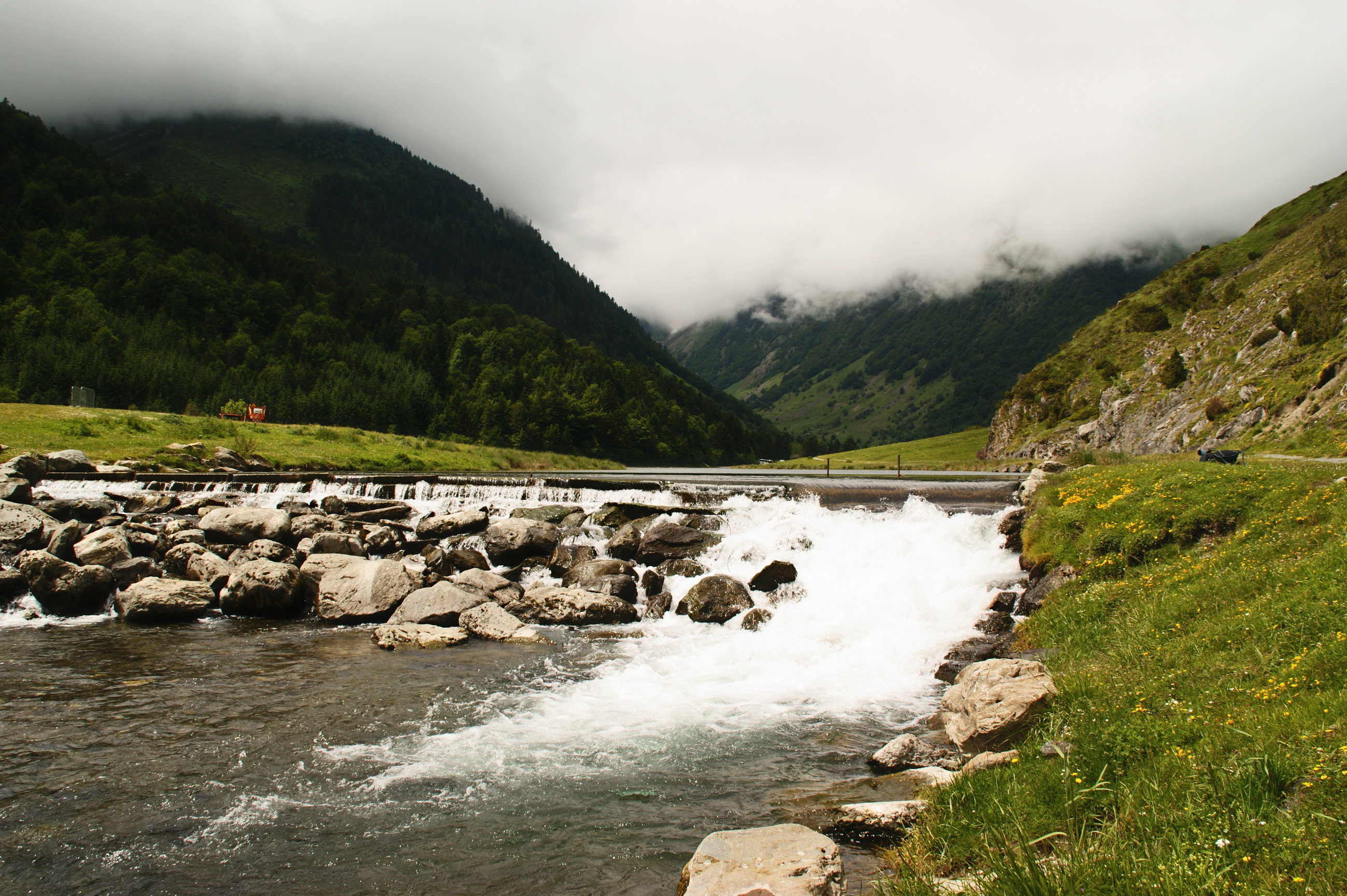
Barrage du lac d'Estaing
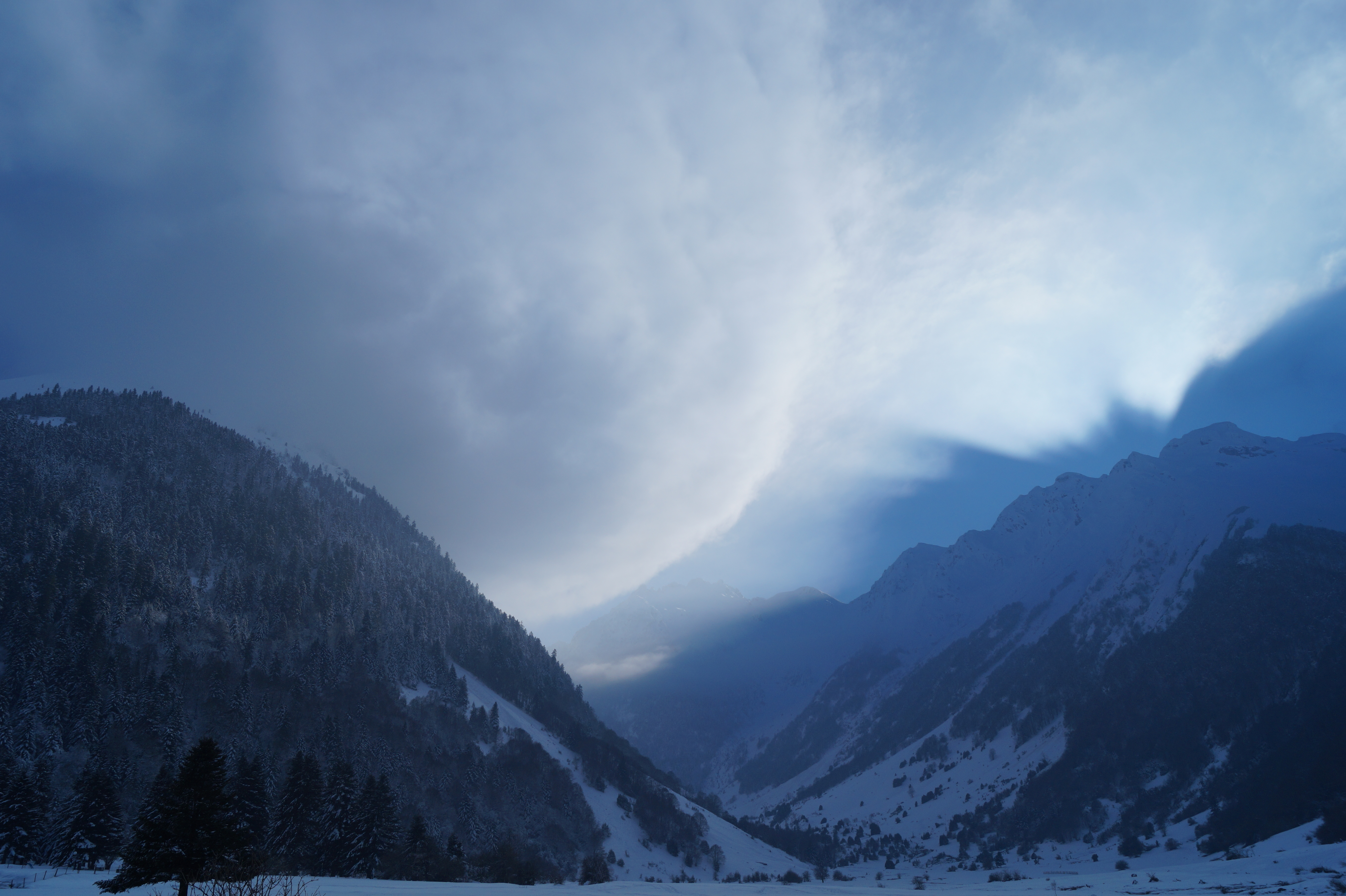
La vallée du lac d'Estaing.